# Lussac-les-Églises
Lussac-les-Églises (tiếng Occitan: Luçac) là một xã của tỉnh Haute-Vienne, thuộc vùng Nouvelle-Aquitaine, miền trung nước Pháp.